# Olimpijski college imienia Jana Piddubnego
џ
Olimpijski college imienia Jana Piddubnego (ukr. Олімпійський коледж імені Івана Піддубного) – ukraińska sportowa szkoła wyższa w Kijowie. Uczelnia została założona w październiku 1966 roku jako Republikańska Sportowa Szkoła-Internat (ukr. Республіканська Спортивна Школа-Інтернат, РСШІ). W 1991 uczelnia przyjęła obecną nazwę. Głównym kierunkiem kształcenia jest przygotowanie rezerwy dla drużyn narodowych Ukrainy w 12 dyscyplinach sportowych (piłka nożna, lekkoatletyka, szermierka, pływanie, pływanie synchroniczne, gimnastyka sportowa i artystyczna, akrobatyka, boks, zapasy, judo i kolarstwo). Od początku funkcjonowania zostało wyszkolono 23 mistrzów olimpijskich, 192 mistrzów świata i Europy, 185 zasłużonych mistrzów sportu, ponad 2000 mistrzów sportu.

## Struktura
Oddziały (ukr. - відділи):
- piłka nożna,
- lekkoatletyka,
- szermierka,
- pływanie,
- pływanie synchroniczne,
- gimnastyka sportowa,
- gimnastyka artystyczna,
- akrobatyka,
- boks,
- zapasy,
- judo,
- kolarstwo,
- tenis stołowy.